# هارمونی

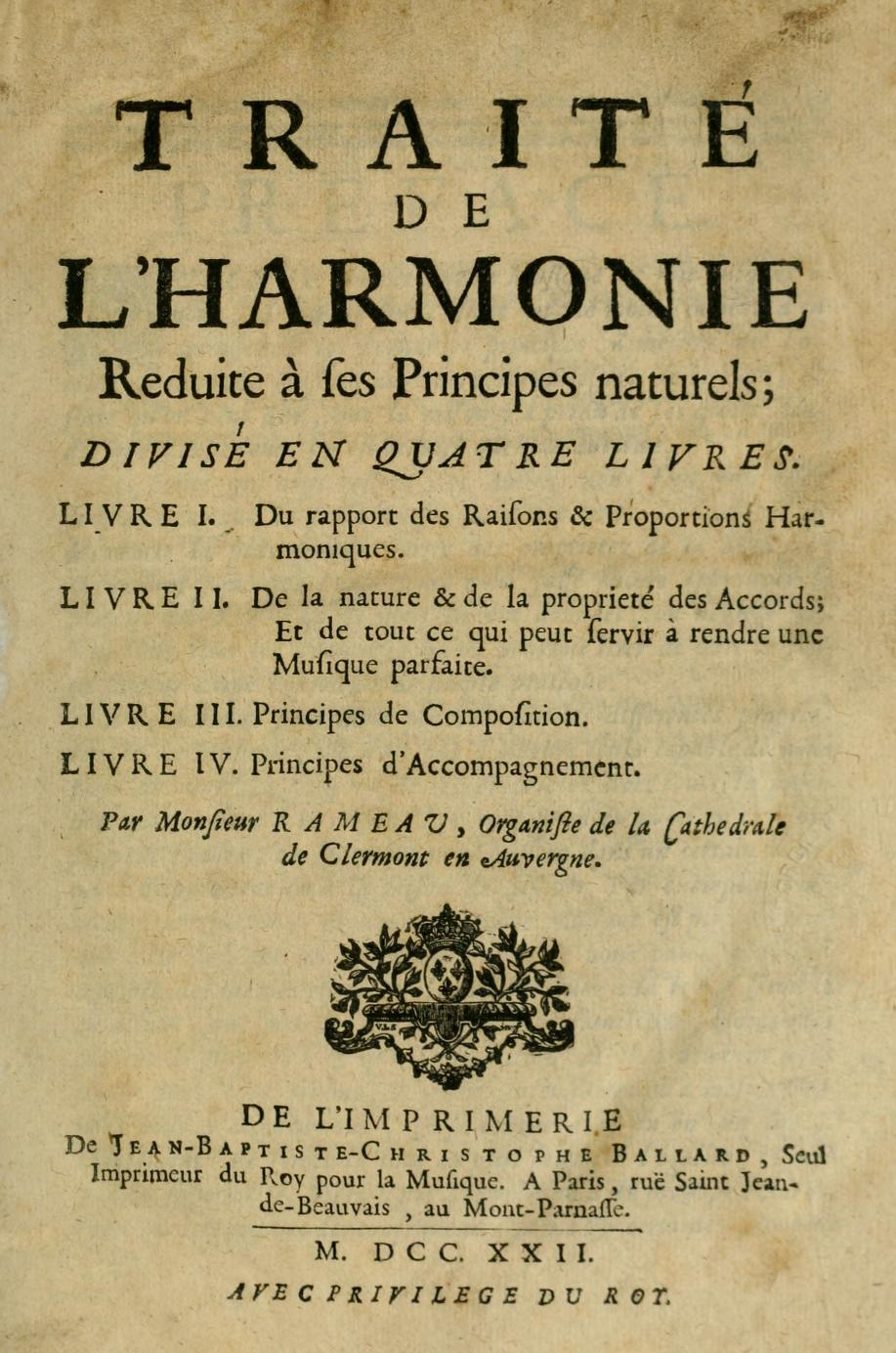
اولین رسالهٔ هارمونی اثر: ژان فیلیپ رامو

هماهنگی یا هارمونی (به انگلیسی: Harmony)، ریشه در کلماتِ یونانی دارد و در مُحاوره یا فلسفه، هارمونی را «تناسب» معنا می‌کنند. از نظرِ ریشه‌ای هارمونی به معنای وحدت و هماهنگی است و بیانگرِ یگانگی در اجزا و تشکیل یک واحدِ کل است.
هارمونی فرایندی از ترکیبِ صداهای فردی است که با شنیدن همزمانِ آن‌ها تحلیل می‌شود. مفهوم هارمونی به‌طور معمول با شنیدن همزمان بسامد، وسعت صوتی، رنگ صدا، نت‌ها یا آکورد رخ می‌دهد. در موسیقی قرون وسطی، برداشت از هارمونی مربوط به دوصدا از حرکت موازیِ بخش‌ها به فاصلهٔ چهارم یا پنجم بود و در دورهٔ رنسانس برای سه‌صدا تغییر یافت. با توسعهٔ موسیقی پولیفونیک، ترکیب و استفاده از فواصل سوم و ششم نیز رواج یافت و دانش کنترپوان در دورهٔ باروک به اوج شکوفایی رسید و منجر به پیدایش هارمونی شد. در این دوره ژان فیلیپ رامو نخستین کسی بود که رسالهٔ هارمونی را به نگارش درآورد.
علم هماهنگی یا هارمونی، اغلب به جنبهٔ عمودی موسیقی اشاره دارد و متمایز از حرکتِ افقی و ملودیک است. نقطهٔ مقابلِ آن کنترپوان قرار دارد که رابطهٔ بین خطوطِ ملودیک و چندصدایی مستقل را بیان می‌کند و گاهی تفاوت آن را با هارمونی مشخص می‌کند.
در موسیقی پاپ و جاز، آکوردها توسط پایهٔ آن نام‌گذاری می‌شوند، به‌اضافهٔ اصطلاحات و علائمی که ویژگی‌های آکورد را نشان می‌دهد. در بسیاری از انواعِ موسیقی مانند: موسیقی باروک، رمانتیک، مدرن و جاز، با اضافه کردنِ صداهای تنش‌زا، باعث تقویت آکورد شده که فاصله‌ای ناخوشایند نسبت به نتِ باس دارد. در دوران قواعد مشترک این صداها می‌بایست طبق قواعدی تهیه و حل شوند تا گوش بتواند تعادل بین تنش و سپس آرامش را در آن لحظه احساس کند.

## تاریخچه

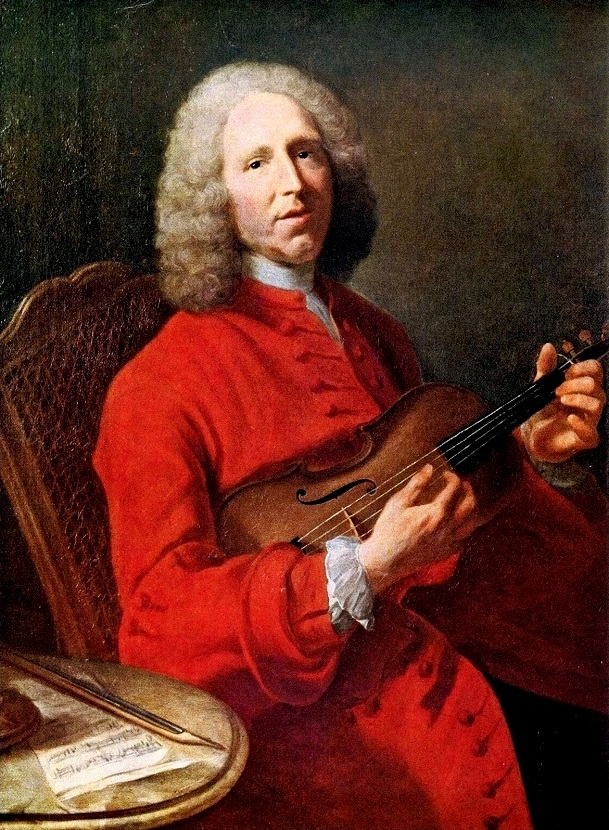
ژان فیلیپ رامو، نویسندهٔ اولین رسالهٔ هارمونی

در چند بخشی کردنِ موسیقی دو روشِ مختلف طی تاریخ تحولِ موسیقی غرب به کار گرفته شده‌است. روش نخست، دانشِ کنترپوان است که با به هم بافتن ملودی‌هایی چند و مراعاتِ قوانینی سخت و خشک ساخته می‌شد. در قرون وسطی برداشت از هارمونی مربوط به دوصدا و در دورهٔ رنسانس برای سه‌صدا که به‌طور هم‌زمان شنیده شوند بوده‌است. این تغییرات بر اساسِ تقسیم‌بندی متفاوتی نسبت به تقسیم‌بندی فیثاغورث بود. هارمونی از نظر تاریخی و نگاه ریاضی، به کارهای فیثاغورث و پیروانش بر می‌گردد و آن‌ها اولین کسانی بودند که با آزمایش روی سیم‌هایی با طول‌های متفاوت و نسبت دادنِ طولِ سیم‌ها به نت‌های موسیقی و آزمایش روی ستونِ هوا که در آن مایعی هم وجود داشته باشد و آزمایش‌های دیگر، سعی در تکامل نظریه خود (ساختار ریاضی‌وار جهان) داشتند.
پس از آن موسیقی غربی برای هماهنگی، غالباً دارای فواصل موازی بود. این فاصله‌ها وضوح اصلی ملودی را حفظ می‌کرد و در آوازهای کلیسا ایجاد و اجرا شده و از حالت‌های رزنانس مربوط به همان سازها برای ایجاد هماهنگی استفاده می‌شد. با این حال با توسعهٔ موسیقی پولیفونیک، ترکیب و استفاده از فواصل سوم و ششم، به آرامی جایگزین فواصل چهارم موازی شد و اعتقاد داشتند که فواصل سوم و ششم، شیرین‌تر و برای موسیقی پولیفونیک بهتر است و دارای انعطاف و هماهنگی با استانداردِ سازهای جدیدتر است.
در موسیقی دوره باروک گسترش و پویایی دانشِ کنترپوان توسط آهنگسازان به جایی رسید که آهنگساز و موسیقی‌شناس فرانسوی ژان فیلیپ رامو از روش کنترپوان به روش دیگری در چند بخشی کردنِ موسیقی رسید و نام آن را هارمونی نهاد. او در سال (۱۷۲۲م) کتابی با همین نام نوشت که از آن زمان تاکنون با وجود کتاب‌های بسیار دیگری که منتشر شده‌است تغییر محسوسی در روش رامو انجام نگرفته‌است. گرچه رسالهٔ رامو اولین اثر در مورد هارمونی نیست و قبل از او کتاب اصول هارمونی توسط آریستوکسنوس به نگارش درآمده است (که به‌نظر می‌رسد اولین کتاب با موضوع هارمونی در تاریخ اروپا در زمینهٔ هارمونی باشد)، اما پایه و اساسِ رسالهٔ رامو، به مباحث تئوریک و اصول آهنگسازی اشاره دارد.

## تعریف
با تعاریف فعلیِ فرهنگ لغات، در حالی که سعی می‌کند توضیحات مختصری از معنای هارمونی ارائه دهد، اما در اغلب موارد ابهام در استفادهٔ مدرن از این اصطلاح را برجسته می‌کند. ابهامات ناشی از ملاحظات زیبایی‌شناختی است (به‌عنوان مثال این دیدگاه که فقط صداهای مطبوع ممکن است به معنی هارمونی باشند) یا از نقطه نظر بافت موسیقی (تمایز بین هارمونی (صداهای عمودی) و کنترپوان (صداهای افقی) تعریف می‌شود. در تعریف و توصیف هارمونی، غالباً گرایش به فرهنگ غرب و سنت‌های موسیقی اروپایی اشاره دارد، اگرچه در بسیاری از فرهنگ‌های دیگر جهان این قواعد (صداهای عمودی) وجود دارد.
هارمونی، دانشی برای چند بخشی کردنِ موسیقی بر اساسِ ویژگیِ آکوردها و قانون وصل آن‌ها به یکدیگر به قصد همراهی با ملودی است. همچنین توجه می‌شود به تنالیته و بافت‌هایی برگرفته از ریتم، که ناشی از وصل آکوردهای گوناگون به یکدیگراست. بر خلاف ملودی‌ها که به خوشایندی نواختن نتهای متوالی (و نه همزمان) می‌پردازد. هارمونی سبب ژرفا بخشیدن و غنای ملودی می‌شود. یک آفرینندهٔ موسیقی عامیانه (مانند یک خواننده که از گیتار استفاده می‌کند)، با آزمایشِ آکوردهای گوناگون، هم‌خوان‌ترین آکوردها با حالت ملودی را برمی‌گزیند. آکورد به تنهایی نمی‌تواند یک ایدهٔ ملودیک را به زیبایی بیان کند، بلکه وصل‌های پی‌درپی آکوردها طبق قواعد هارمونی است که یک ایدهٔ موسیقایی را کامل، و تجلی می‌بخشد.
هارمونی دارای دو بافت هوموفونیک و پولی‌فونیک است. در بافت هوموفونیک، ملودی تنها خطِ افقی است که این بافت را تشکیل می‌دهد و آکوردهای پی‌درپی، عمودی‌ترین ایده‌ای است که بافت هوموفونیک را می‌سازد و ملودی را همراهی می‌کند. هارمونی در بافت پولی‌فونیک با رعایت اصولِ وصل و حرکت عمودیِ آکوردها، حرکتِ افقی و مستقلِ بخش‌ها نیز در نظر گرفته می‌شود بدون آنکه به قوانین کنترپوان و شیوه‌های ملودیک و حرکت افقیِ بخش‌ها و ارتباطِ بین آن‌ها بپردازد.

## آکورد
وقتی سه نت یا بیشتر هم‌زمان اجرا شوند، آکورد ایجاد می‌شود. آکوردها به شکل‌های مختلف ساخته می‌شوند. بعضی آکوردها از روی هم قرار گرفتن فاصله‌های سوم، چهارم، دوم و فواصل مختلف تشکیل می‌شود. آکوردهای سه‌صدایی و به دنبال آن هارمونی با فواصل سوم، پایه و اساسِ موسیقی غرب از قرن هفدهم میلادی تا قرن بیستم بوده و هست. بسیاری از موسیقیدانان بر این اعتقادند که این سیستم به بالاترین حدِ کمال خود رسیده‌است.

### سه‌صدایی

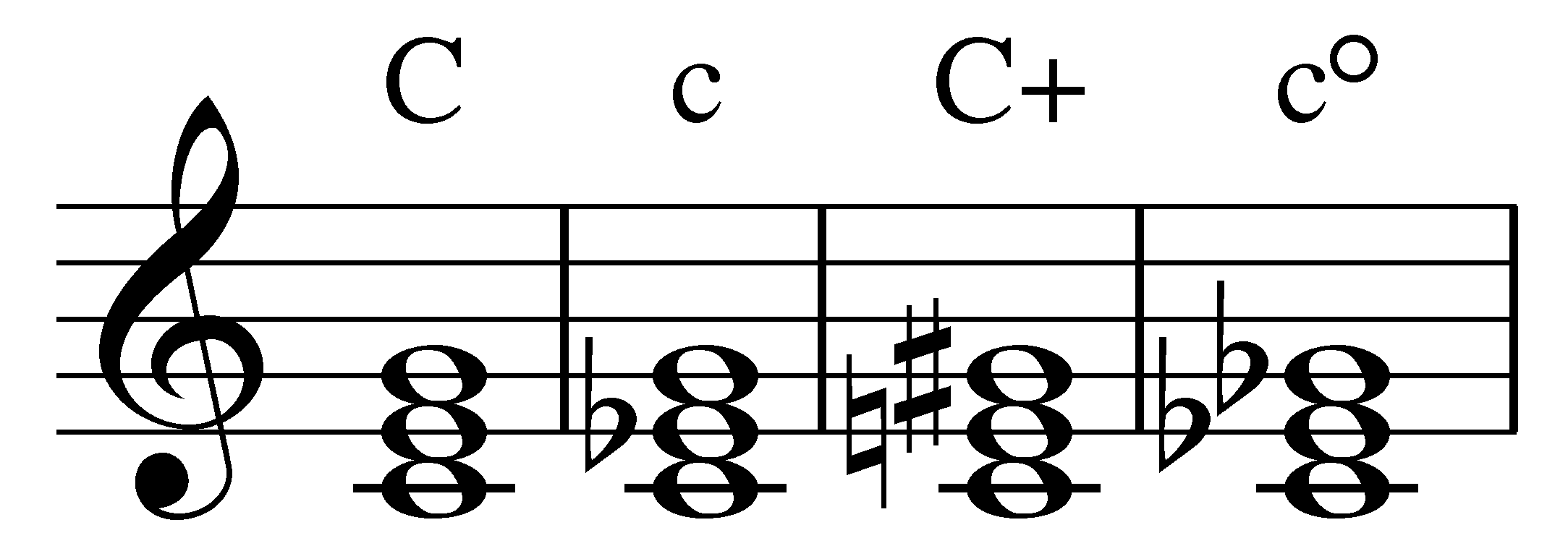
آکوردهای چهارگانهٔ درست و نادرست به ترتیب: ۱. آکورد ماژور، ۲. آکورد مینور، ۳. آکورد افزوده، ۴. آکورد کاسته.

آکوردهای «سه‌صدایی» به دو نوع تقسیم می‌شوند و هر نتی که فاصله‌های سوم و پنجم روی آن قرار گیرد، پایهٔ آکورد می‌نامند:
۱) آکوردهای درست، ۲) آکوردهای نادرست.
1. آکوردهای درست به آکوردهایی گفته می‌شود که فاصلهٔ پایه تا پنجمِ آکورد، پنجم درست باشد. آکوردهای درست در گام مینور و ماژور، به آکورد ماژور و آکورد مینور نامیده می‌شوند.
2. آکوردهای نادرست به آکوردهایی گفته می‌شود که فاصلهٔ پایه تا پنجم آکورد، افزوده یا کاسته باشد. آکوردهای نادرست در گام مینور و ماژور، به آکورد افزوده و آکورد کاسته نامیده می‌شوند.[۱۷]

### نقش آکورد
در دانشِ هارمونی، اهمیت و کاربردِ درجات گام با یکدیگر متفاوت است. موقعیت و نقش آکورد را با اعداد رومی مشخص می‌کنند و دارای هفت درجه در گام است. هر درجه در آکورد، نقش و تأثیرِ ویژه‌ای نسبت به هم دارند. در این تقسیم‌بندی به ترتیبِ اهمیت، عبارتند از: درجات یک (I)، پنج (V) و چهار (IV) که از درجات اصلی و مهم‌ترین آکوردهای گام به‌شمار می‌روند. بقیه را درجات فرعی می‌نامند و هر کدام قواعدی برای وصل به آکوردهای اصلی دارند.

### معکوس آکورد
آکوردهای «سه‌صدایی» غیر از حالت پایگی، به دو حالتِ دیگر وارونه یا معکوس می‌شوند که معکوس اول و معکوس دوم نام دارند. در این دو حالت، نت پایه در بخش‌های بالایی قرار گرفته و این وارونگی و قرار گرفتن نت‌های دیگرِ آکورد در باس، درجهٔ آکورد را تغییر نمی‌دهد. موقعیت و فاصلهٔ نتِ باس با بخش‌های بالایی را با «عددگذاری» (شیفراژ) مشخص می‌کنند
در قواعدِ هارمونی برای کاربرد «معکوس اول» آکورد، هیچگونه محدودیتی وجود ندارد به جز عدمِ کاربرد آن در ابتدا و انتهای جملهٔ هارمونی. در استفادهٔ زیاد و پی‌درپی از «معکوس اول»، حتی‌الامکان باید دوری کرد تا یکنواختی در بخش باس به وجود نیاید. معکوس اول می‌تواند روی همهٔ درجات گام قرار گیرد و ترکیب آن با حالت پایگی و برای جلوگیری از یکنواختی، غنای بیشتری به هارمونی می‌دهد.
کاربردِ «معکوس دوم» به خاطر تشکیلِ فاصلهٔ چهارم در باس، دارای محدودیت و قواعدی است که باید رعایت شود. قرار گرفتنِ فاصلهٔ چهارم در بخشِ باس به دو دلیل نامطبوع شناخته می‌شود و می‌بایست تهیه و حل شود. دلیل اول این است که فاصلهٔ چهارم در قدیم، ابتدا «نامطبوع» و سپس «نیمه‌مطبوع» یا «مطبوعِ‌جاذب» شناخته می‌شد. دلیل دوم به خاطر تداخل هارمونیکها در فاصلهٔ چهارم است که صدای ناخوشایندی در ارکستر ایجاد می‌کند.

### تغییر وضعیت
|                               |  |                                |
| آکورد دو ماژور با «وضعیت باز» |  | آکورد دو ماژور با «وضعیت بسته» |

آکورد را می‌توان بدون آنکه معکوس شود، تغییر وضعیت داد. در این تغییر، «نقش آکورد» و «عددگذاری» (شیفراژ) تغییر نمی‌کند ولی فواصل ساده به فواصل ترکیبی تبدیل می‌شوند.
- تغییر وضعیت برای رنگ‌آمیزی صوتی، تغییرات ریتمیک و ایجاد ملودی‌های زیباتر در هارمونی انجام می‌گیرد.
- در تغییر وضعیت، بخش‌ها نباید به صورت موازی و مشابه یکدیگر به بالا یا پایین حرکت کنند و استفادهٔ بی‌دلیل از تغییر وضعیت موجب اختلال در روندِ بافتِ هارمونی می‌گردد.
- در لحظاتی می‌توان بعضی از نت‌های آکورد را حذف کرد.
- در این شیوه، نت پایه در باس تغییر نمی‌کند تا هنگامی که آکورد تغییر کند.
- تغییر وضعیت می‌تواند در یک بخش، دو بخش یا در هر سه بخشِ هارمونی به کار گرفته شود.[۲۴]

آکوردها در دو وضعیت باز و بسته قرار می‌گیرند. وضعیت باز در آکورد تأثیر کم‌تری دارد و در وضعیت بسته بهتر است سه بخش بالایی نزدیک به هم و بخش باس فاصله‌ای آزاد و بیشتر از فاصلهٔ چهارم با بخش‌های بالا داشته باشد.

### چهارصدایی
آکوردهای چهارصدایی از قرار گرفتن فواصل سوم، پنجم و هقتم آکورد شکل می‌گیرد. این آکورد روی همهٔ درجات گام می‌تواند ساخته شود و با عدد (۷) در کنار هر درجه از گام شناخته می‌شود. در هارمونیزه کردنِ «چهارصدایی» احتیاج به تکرار یک نت مانند سه‌صدایی نیست و در صورت تکرارِ یکی از نت‌های آکورد، یکی دیگر از نت‌ها باید حذف گردد. آکوردهای «چهارصدایی» مانند «سه‌صدایی» معکوس می‌شوند و دارای یک نتِ پایه و سه معکوس هستند. آکورد هفت در چهار حالت وجود دارد که به «هفتم بزرگ»، «هفتم کوچک»، «هفتم کوچک و پنجم کاسته»، «هفتم بزرگ و پنجم‌افزوده» نامیده می‌شوند.
آکوردهای «چهارصدایی» به خاطر وجودِ فاصلهٔ هفتم، نامطبوع شناخته می‌شوند و باید توسط یک آکورد مطبوع «تهیه» و با آکورد مطبوعِ دیگری «حل» شود. معمول‌ترین آکورد هفت، روی درجهٔ پنجِ گام ماژور یا مینور قرار می‌گیرد و به آکورد هفت نمایان معروف است. این آکورد به‌طور طبیعی روی درجهٔ یک گام حل می‌شود.

## کنسونانس و دیسونانس
|                           |  |                                 |
| حل فواصل نامطبوع به مطبوع |  | کادانس کامل از نامطبوع به مطبوع |

خوشایندی و ناخوشایندی فاصله‌ها در موسیقی بستگی به دوران تاریخی، فرهنگ ملل، عادت‌های شنیداری و نوع موسیقی دارد. به عنوان مثال فاصلهٔ دوم افزوده که در موسیقی قرون وسطی تا قرن بیستم نامطبوع شناخته می‌شد، در موسیقی کشورهای عربی و ایران فاصله‌ای کاملاً مطبوع است. وصل آکورها در دانش هارمونی تابع قواعدی بر اساس برداشت‌های تاریخی از «مطبوعیت» است که رعایت آن‌ها الزامی است و بدین صورت تعریف می‌شود:
- کنسونانس[ح] فاصله‌ای در آکورد است که تأثیری قابل قبول و «مطبوع» بر شنونده دارد.
- دیسونانس[خ] فاصله‌ای در آکورد است که نقطه مقابل کنسونانس قرار می‌گیرد و تأثیری تنش‌زا و «نامطبوع» دارد. دیسونانس‌ها فواصلی ناپایدارند و باید به یک صدای پایین‌تر یا بالاتر از خود حل شوند.

در هارمونی، کنار هم قرار گرفتن آکوردها هر کدام نقشِ متفاوتی دارند و جاذبه‌ای قوی در «هارمونیک‌ها» به وجود می‌آورند. آکوردها در ایده‌های کلیِ هارمونی است که می‌توانند مطبوع یا نامطبوع باشند. بر این اساس گاهی یک آکورد مطبوع هم ممکن است صدایی ناملایم و تنش‌زا داشته باشد. میزانِ استفاده از آکوردهای مطبوع و نامطبوع در هارمونی و جمله بندیِ موسیقی نقش مهمی دارد و نظر زیبایی‌شناسانهٔ یک آهنگساز است که میزانِ استفاده از آن را تعیین می‌کند. فاصلهٔ نامطبوع نتیجهٔ کاربرد آکوردهای مطبوع است که هویت و مفهوم پیدا می‌کند. به عنوان مثال یک آکورد ناآرام ممکن است در اطرافِ آکوردهای مطبوع ناخوشایند باشد، اما همین آکورد ناآرام اگر در مجموعه‌ای از آکوردهای پُر تنش‌تر از خود قرار گیرد، آکوردی خوش صدا است.

## هارمونی کلاسیک
در هارمونی کلاسیک آکوردها از روی هم قرار گرفتنِ فاصله‌های سوم به وجود می‌آید.
در حالت طبیعی، آکوردها به صورت موازی و روی درجاتِ گام به صورت افقی حرکت می‌کنند ولی در دانش هارمونی آکوردها به چهار بخش تقسیم می‌شوند و در نتیجه یکی از نت‌های آکورد «سه‌صدایی» باید تکرار شود، آکوردها طبق قوانینِ هارمونی و به صورت عمودی به هم وصل می‌شوند و بافت موسیقی شکل می‌گیرد.

### وصل آکوردها
سه شیوهٔ وصل آکورد در هارمونی عبارتند از:
1. وصل آکوردهای دارای دو نت مشترک که باید در همان بخش تکرار شوند.
2. وصل آکوردهای دارای یک نت مشترک که باید در همان بخش تکرار شوند.
3. وصل آکوردهای بدون نت مشترک که باید بخش باس نسبت به سه بخش بالایی به صورت مخالف به بالا یا پایین حرکت کنند.[۳۵]

- نت‌های دیگرِ آکوردِ اول باید به نزدیکترین نتِ آکوردِ بعدی وصل شوند.[د]

در این قانون هر نوع پرش بیش از فاصله سوم در بخش‌ها ممنوع است. بخش باس تا فاصلهٔ پنجم می‌تواند پرش داشته باشد و پرش اکتاو در همهٔ بخش‌ها مجاز است. همچنین تکرار نت هفتم (محسوس)، عبور بخش‌ها از یکدیگر، فاصلهٔ بیش از یک اکتاو در بخش‌ها به جز بخش باس، حذف نت سومِ آکورد، حرکت موازی بین بخش‌ها به فاصله‌های پنجم و اکتاو، خطا است. شروع و پایانِ هارمونی می‌بایست روی درجهٔ یک و به حالت پایگی باشد.

شیوه وصل آکوردها در دانش هارمونی، در خط بالا آکوردها به صورت موازی و افقی حرکت می‌کنند و در دو خط پایینی آکوردها در همان درجات طبق قواعد هارمونی به هم وصل شده‌اند

### نت‌های زینت
«نت‌های زینت»، «نت‌های بیگانه با آکورد» یا «نت‌های غیر هارمونیک»، عناوینی هستند که به صداهای غریبه با آکورد گفته می‌شود. «نت‌های بیگانه با آکورد» در کنار آکوردهای با فاصلهٔ سوم قرار می‌گیرد و در ظاهر، ساختمانِ اثر را تغییر می‌دهند.
این گونه نت‌ها انواع مختلفی دارند که بدین شرح است: نت عجله، بُرودری، گذر، آپاژیاتور، تأخیر، گریز، کامبیاتا و پدال.
نت‌های زینت برای بیانِ زیباتر و روان‌تر ملودی و جلوگیری از پرش‌های ناشی از تغییر وضعیتِ آکورد است. نت‌های زینت از آنجا که در حرکتی آزاد، ملودی را همراهی می‌کنند و بیگانه با آکورد هستند، نامطبوع شناخته می‌شوند و باید تهیه و حل شوند. کاربردِ نت‌های زینت در هارمونی دارای قواعدی است که باید رعایت شود و چون به مجموعهٔ یک آکورد سه‌صدایی وابسته است، عدم رعایتِ این قوانین آکورد را به آکوردهای چهارصدایی مانند آکورد هفت تبدیل می‌کند و درجهٔ آکورد را تغییر می‌دهد.

### مدولاسیون
«مدگردی» یا «مدولاسیون» به معنی عبور و گذر از یک تنالیته، به وسیلهٔ وصلِ منطقیِ آکوردها به تنالیته‌ای دیگر است. در تاریخ موسیقی، مدولاسیون با تثبیت گام‌های ماژور و مینور مورد استفاده قرار گرفت. این امر به منظور جلوگیری از یکنواختی در تنالیته بود و سعی می‌کردند از تونالیته اصلی دور شوند و پس از مدتی مجدداً به تنالیتهٔ اصلی بازگردند. این روش از همان ابتدا در تمامی فرمهای موسیقی مانند: انوانسیونهای دوصدایی تا پرلودها، سمفونیها، کنسرتوها و غیره، رواج یافت.
با وجودِ شیوه‌های گوناگونی که در تغییر تنالیته وجود دارد، سه نوع روش اصلی برای مدولاسیون وجود دارد که بدین شرح است: ۱) مدولاسیون دیاتونیک، ۲) مدولاسیون کروماتیک، ۳) مدولاسیون آنارمونیک (مترادف).
1. مدولاسیون دیاتونیک از راه آکوردهای واسطه یا مشترک بین دو گام، گام نسبی و گام نزدیک صورت می‌پذیرد و به همین ترتیب می‌توان به گام‌های خیلی دور مدولاسیون کرد. یکی از روش‌های «مدولاسیون دیاتونیک» برای گام‌های بالا رونده، استفاده از درجهٔ پنجمِ گام به عنوان آکورد واسطه (با یک دیز اختلاف)، برای «گام‌های پایین رونده»، استفاده از درجهٔ چهارم گام (با یک بمل اختلاف) است. در ادامه، با یک «کادانس کامل»، تنالیتهٔ جدید تثبیت می‌شود.[۴۴]
2. مدولاسیون کروماتیک و حرکت کروماتیک، به مدهای کلیسایی بر می‌گردد که با تغییرات نیم‌پردهای به بالا یا پایین، باعث تغییرات در هارمونی شد. این تغییرات که از علامت عرضی استفاده می‌کردند، نتِ «آلتره»[ع] نام گرفت و این تغییرات، درجهٔ گام را تغییر نمی‌داد (مانند گام مینور هارمونیک). با استفاده از آلتراسیون، آکوردهایی ایجاد شد به نام آکورد آلتره یا «آکورد تغییریافته» که باعث تنوع و غنای هارمونی گردید.[۴۵] آکورد آلتره درجهٔ گام را تغییر نمی‌دهد و فقط برای تقویت آکورد برای وصل به آکورد بعدی است.[۴۶] در مدولاسیون کروماتیک همان راه‌های مدولاسیون دیاتونیک وجود دارد با این تفاوت که آکوردهای واسطه، آکوردهایی تغییریافته و آلتره هستند.[۴۷]
3. مدولاسیون آنارمونیک و اصطلاح آنارمونیک (یا مترادف) زمانی استفاده می‌شود که دو نُت، دو آکورد یا دو گام، نام‌های مختلفی دارند اما دارای یک صدای واحد باشند، مانند دو دیز و «ر بمل.[غ][۴۹] در مدولاسیون آنارمونیک، پیوندِ آکورد واسطه به روشِ آنارمونیک تغییر کرده و نقشی متفاوت در گام جدید پیدا می‌کند.[۵۰]

### کادانس
کادانس الگویی است از ترکیبِ آکوردها، ملودی و ریتم که از نظر هارمونی، حرکتی است به سوی پایانِ قطعه، توقفِ موقت، احساسِ تنفس در یک جملهٔ موسیقایی یا حرکتی برای مدولاسیون و تثبیت گام جدید است. قدرت و تأثیرِ کادانس، از تسلسل و ترکیب هارمونیکِ آکوردهای مطبوع و نامطبوع، الگوهای ریتمیک و ملودیک به وجود می‌آید. کادانس‌ها به مفهوم هارمونیک عبارتند از:
1. کادانس کامل[ف]، از وصل آکورد درجهٔ پنج (V) به یک (I) ساخته می‌شود و بر دو نوع است: نوع اول فقط نت پایهٔ آکورد در بخش باس استفاده می‌شود و نت‌های سوم یا پنجمِ آکورد در بخش بالا یا سوپرانو قرار می‌گیرد. در نوع دوم، نت پایه هم‌زمان در بخش باس و سوپرانو قرار می‌گیرد که به آن «کادانس کامل درست» می‌گویند.[۵۲]

1. کادانس نیمه‌تمام[ق]، هنگامی رخ می‌دهد که قطعهٔ موسیقی روی درجهٔ پنجِ (V) گام می‌ایستد و دارای تأثیر و حالت انتظار برای نیم‌جملهٔ بعدیِ موسیقی است. این کادانس از نظر ملودیک نیز ممکن است روی نت محسوس توقف کند و به نت تونیک حل نشود. معنی و مفهوم «کادانس نیمه‌تمام» این است که قطعه به پایان نرسیده و باید منتظر نیم‌جملهٔ انتهایی یا موومان بعدی موسیقی باشید.[۵۳]

1. کادانس فریب‌دهنده[ک]، در شرایطی که قطعهٔ موسیقی به سوی یک «کادانس کامل» حرکت می‌کند، به جای آکورد درجهٔ یک (I) در پایان، به آکورد فرعی دیگری تغییر مسیر می‌دهد و این امر به منظور ایجادِ انتظار و هیجانی بیشتر برای تدارک یک کادانسِ گسترده‌تر در پایان قطعه است. متداولترین نوع این کادانس، وصل آکورد درجهٔ پنج (V) به شش (VI) است.[۵۴]

1. کادانس پلاگال[گ]، از وصل آکورد درجهٔ چهار (IV) به یک (I) حاصل می‌شود و در دو نوع مختلف کاربرد دارد. نخست، پس از «کادانس کامل» استفاده می‌شود تا حاشیه‌ای طولانی‌تر برای پایان موسیقی داشته باشد.[۵۵] نوع دوم که در آوازهای کلیسایی مرسوم است، کاربرد آن در تکرارِ جمله‌های آوازی است و هنگامی که شعر تغییر می‌کند، بر روی کلمهٔ آمین قرار می‌گیرد. کادانس پلاگال به کادانس آمین نیز معروف است.[۵۶]

## هارمونی کروماتیک

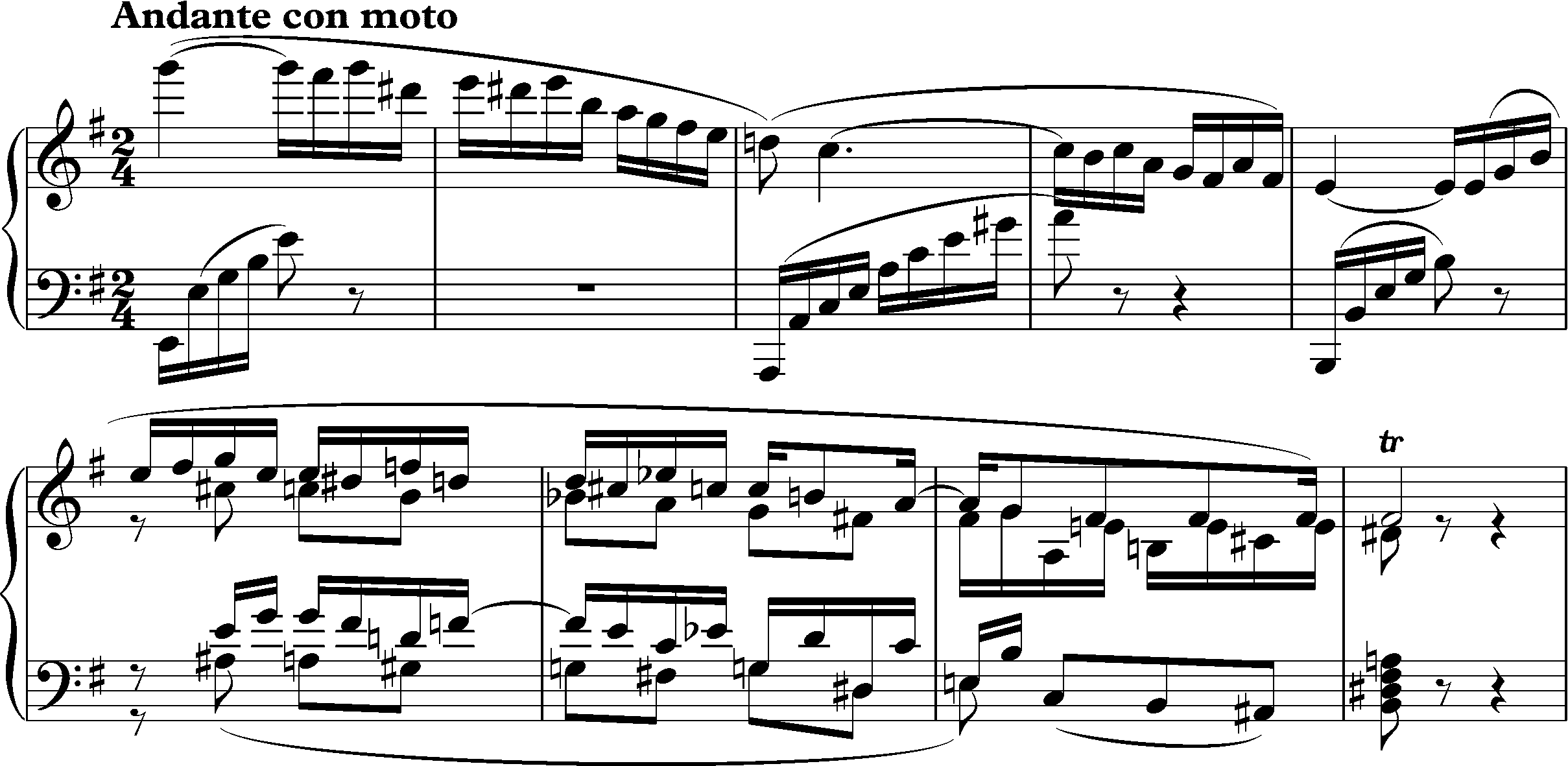
مثال از کاربرد و تضاد بین هارمونی کروماتیک (پنج میزان اول) و هارمونی دیاتونیک (چهار میزان آخر) از «کنسرتو پیانو شماره ۴» اثر: بتهوون

هارمونی کروماتیک به معنی رنگ و رنگ‌آمیزی، با عبور از فرم‌های موسیقی کلاسیک و گسترش آن، به سبکی از موسیقی در دوره رومانتیک رسیدند که متعلق به خودشان بود. رومانتیک‌ها به بیان احساسات شدیدتر توجه کردند و به جذابیت‌هایی مانند: عشق، ایده‌های شخصی از یک موضوع، احساسات مالیخولیایی و شیطانی، الهام گرفتن از داستان، شعر و شخصیت‌های اسطوره‌ای در قالب موسیقی برنامه‌ای، توجه به طبیعت، احساسات ناسیونالیستی، توجه به هویت و فرهنگ دیگر ملیت‌ها، و برای بیان آزادانهٔ این احساسات، به کشف و ترکیب رنگ‌های صوتی جدیدی دست یافتند.
استفاده از هارمونی کروماتیک برای رنگ آمیزی و تنوع در موسیقی است. در موسیقی این دوره، آکوردهای «دیسونانس» بسیار آزادتر از دورهٔ کلاسیک به کار گرفته می‌شدند، و با تأخیر در حل آکوردهای «نامطبوع» به آکوردهای «مطبوع»، حالت‌هائی پرکشش، تنش‌زا و رمزآلود ایجاد می‌کردند. در این دوره دو نوع سبک در کاربردِ هارمونی کروماتیک به وجود آمد که گروه اول سعی داشتند از کروماتیسم برای رنگ‌آمیزی و غنای صوتی آثار خود استفاده کنند و گروه دوم از کروماتیسم برای ایجاد موسیقی خشن و ناپایدار بهره می‌بردند.
در اواخر دورهٔ رومانتیک، ناپایداری در حفظ تنالیته شدیدتر و «مرکزیت تنال» اهمیت کمتری یافت ولی قوانینِ وصل آکوردها در هارمونی همچنان به قوت خود باقی ماند. تنالیتهٔ «فونکسیونل» یا «نقش آکورد»، تنها وجه مشترکِ هارمونی کلاسیک و رومانتیک بود.
تغییرات کروماتیکی ابتدا در حرکت ملودیک رخ می‌دهد. این تغییرات به دو نوع صورت می‌گیرد. اول نت‌های «تغییریافته» یا «آلتره» است که به عنوان نت‌های زینت به کار می‌رود و نقش آکورد را تغییر نمی‌دهند، و دوم نت‌های تغییریافته‌ای هستند که ساختار و نقش آکورد را تغییر می‌دهند. در این مرحله انواع آکوردهای تغییر یافته، در قالب آکوردهای سه‌صدایی و چهار‌صدایی به بالا، برای ایجاد رنگ‌آمیزی‌های گوناگون و متنوع در تنالیته یا برای مدولاسیون به تنالیته‌های نزدیک یا خیلی دور ساخته می‌شود. مهم‌ترین آکوردهای مورد استفاده در هارمونی کروماتیک در مرحله اول آکوردهای آلتره و آکوردهای فرعی یا دومینانت‌های فرعی هستند. در مراحل پیشرفته‌تر، کاربرد تمام آکوردهای تغییریافته به اضافهٔ آکوردهایی مانند «ششم افزوده» ، «ششم ناپولیتن» و «سوم پیکاردی» ، به موسیقی تمام کروماتیک می‌انجامد.
- مثال: کاربردِ هارمونی کروماتیک (چهار میزان اول) و هارمونی دیاتونیک (سه میزان آخر)، قطعهٔ: «خواب جادویی» از اپرای والکوره اثر: ریشارد واگنر

- مثال: حرکت کروماتیک و ملودیک از یک سوژهٔ فوگ در قطعهٔ «موسیقی برای ارکستر زهی، پرکاشن و چلستا» اثر: بلا بارتوک

## هارمونی قرن بیستم
پس از تثبیتِ هارمونی کلاسیک و رمانتیک، آهنگسازان تلاش کردند تا خود را از محدودهٔ بستهٔ یک تنالیته برهانند و با دوری هر چه بیشتر از مرکزیت تنالیته تا مرز بدون تنال پیش رفتند و پایه‌ریزیِ موسیقی قرن بیستم شکل گرفت. موسیقی مدرن بسیار متفاوت‌تر از دوره‌های قبلی است و دارای سبک‌های گوناگونی است. از بارزترین مکتب‌های قرن بیستم می‌توان به موسیقی امپرسیونیسم، اکسپرسیونیسم، آتونال، پلی‌تونالیته، و کوارتال اشاره کرد. هارمونی در مکاتبِ شناخته شدهٔ قرن بیستم، مانند هارمونی کلاسیک و رومانتیک دارای قواعدی است که باید آموخت و هر گونه آکورد یا ملودی که ناهنجار و بدصدا باشد، موسیقی مدرن محسوب نمی‌شود. موسیقی قرن بیستم، فاقد قواعد مشترک مانند دوره‌های پیشین است و آمیزه‌ای از دگرگونی‌های فراوان در سبک‌ها است و همراه با پیشرفتِ تکنولوژی و سبک‌های مختلفِ زندگی، به گسترشِ موسیقی در اجرا و آهنگسازی نیز افزوده شد.

### امپرسیونیسم

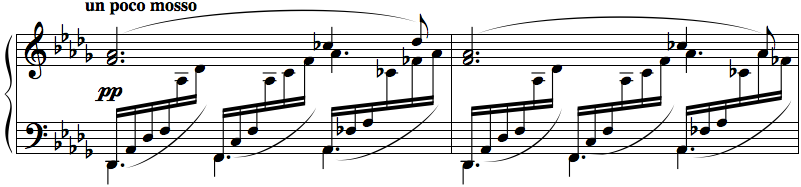
بعد از ظهر یک دیو اثر: کلود دبوسی

امپرسیونیسم ابتدا در نقاشی قرن نوزدهم شکل گرفت و پس از مدت کوتاهی در سایر هنرها نیز جایگاه خود را پیدا کرد. اولین آهنگساز پیشرو در این سبک، کلود دبوسی آهنگساز فرانسوی بود که هارمونی‌های کلاسیک، رمانتیک و همهٔ قوانین رایجِ هارمونی را نادیده گرفت و به سمت ایده‌های به شدت شخصیِ جدید از وصل آکوردها و گام‌های قدیمی و شرقی حرکت کرد. در موسیقی امپرسیونیستی استفاده از حرکتِ موازی آکوردها، گام‌های غیرمعمول و کلیسایی، دوری از کروماتیسم پیچیدهٔ دورهٔ رومانتیک، بکارگیری آکوردهای دیسونانس پی‌درپی بدون حل، حرکت گسترش یافتهٔ تم‌ها بدون تکرار و در مسیرِ ناروشن و مبهم، استفاده از آکوردهایی با فواصل چهارم و پنجم به جایِ سوم، از ویژگی‌های آن است. در این سبک با وجودِ دگرگونی‌های زیاد و با وجودِ فشار در کاهشِ مرکز تنال، موسیقی همچنان دارای تنالیته است.

### اکسپرسیونیسم

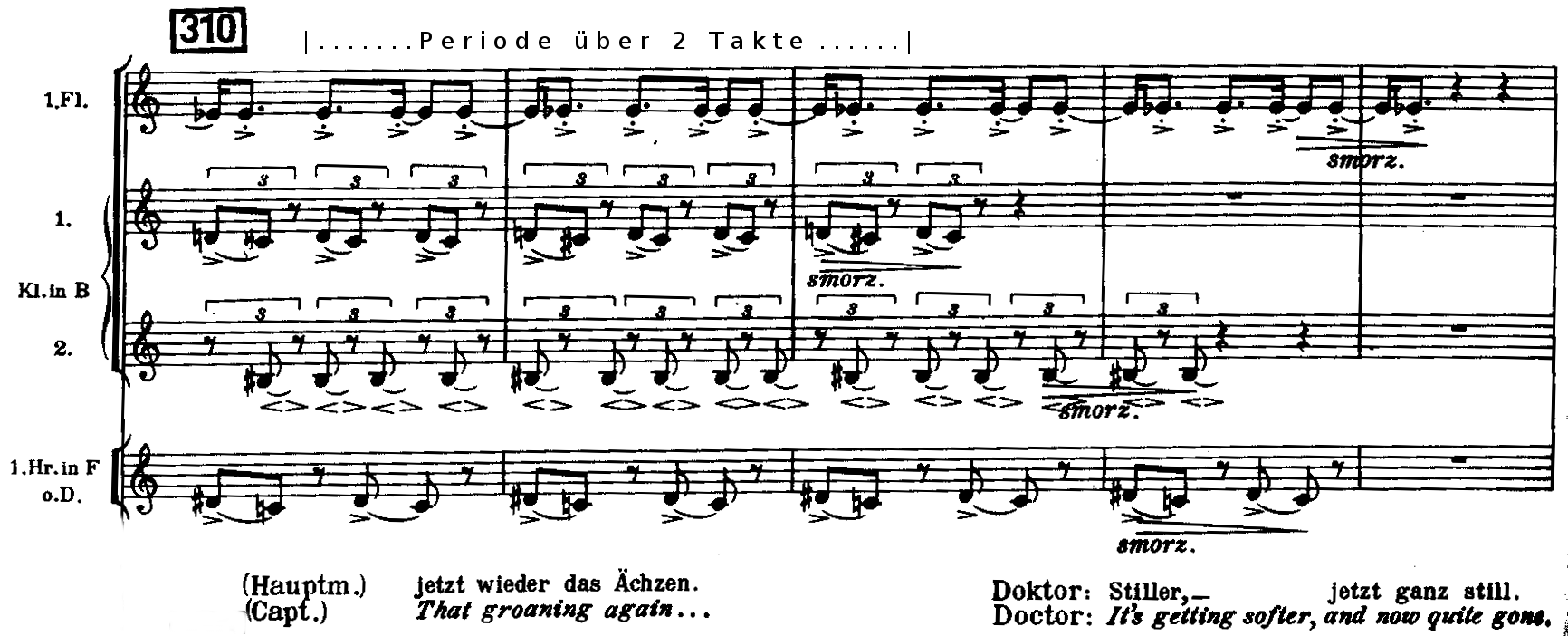
قسمتی از پردهٔ سومِ اپرای وتزک اثر: آلبان برگ

مکتب اکسپرسیونیسم در مقابل امپرسیونیسم که احساسات بیرونی را ترسیم می‌کرد، با الهام از نقاشی‌های این سبک به احساسات درونی و ذهنی روی آورد و تحت تأثیر نقاشی‌های آن دوران، ترسیم موضوعاتی چون: وحشی‌گری، زشتی، ویرانگری، مخالفت با زیبایی ظاهری و ناهنجاری‌های ذهنی را بازگو می‌کردند.
در این سبک، از قوانین هارمونی پیروی نمی‌کنند و استفاده از اصوات غیرمعمول (سازی و انسانی)، دیسونانس‌های شدید، ریتم‌های ناموزون، تعویض‌های سریعِ تنالیته و عدم درکِ شنونده از تنالیتهٔ اصلی، فضاسازی غیرمعمول در ارکستر، از ویژگی‌های این سبک است. از آهنگسازان این سبک می‌توان به آثار اولیهٔ آرنولد شوئنبرگ (پیرو لونر) و آلبان برگ (اپرای وتزک) اشاره کرد.

### پلی‌تونالیته

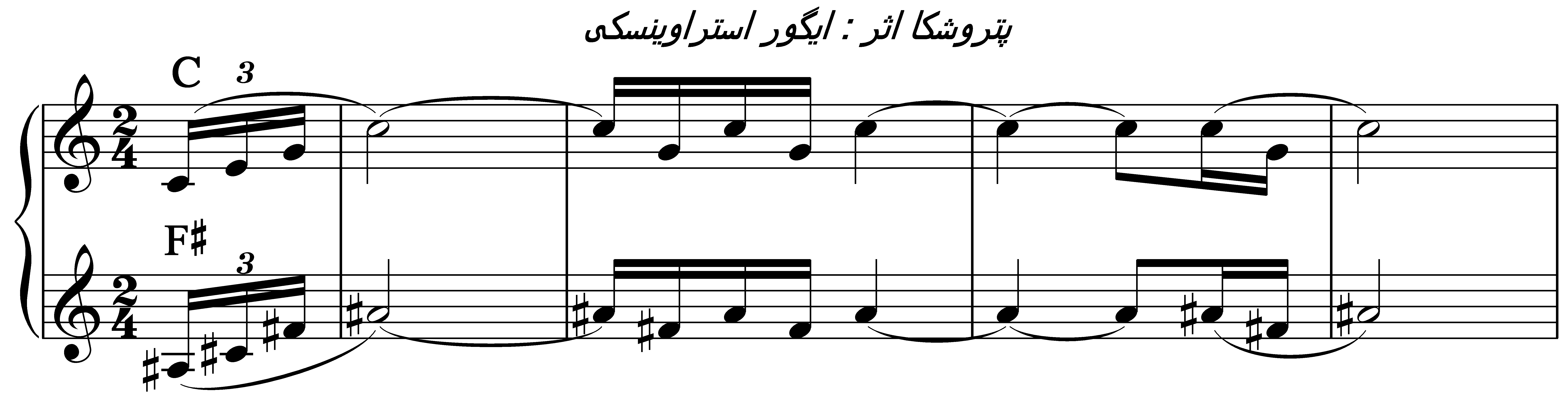
پتروشکا اثر: ایگور استراوینسکی، خط بالا در دو ماژور و خط پایین در فادیز ماژور هم‌زمان اجرا می‌شود.

وقتی دو یا چند تونالیته به‌طور هم‌زمان ترکیب و شنیده شوند، آن را «پلی‌تونالیته» یا «بی‌تونالیته» می‌نامند. این شیوه در کارهای ایگور استراوینسکی و تا اندازه‌ای در روش‌های بلا بارتوک بر رویِ ریتم و تونالیته تجلی یافته‌است. در این شیوه تاکیدهای نامنظمِ ریتم، و الگوهای متفاوت در ریتم و هارمونی است که پیش‌بینیِ موقعیتِ بعد از آن را توسط شنونده دشوار می‌کند و حرکتی دیوانه‌وار به موسیقی می‌دهد. کاربردِ همزمانِ دو تونالیته، احساسی مبهم برای تشخیص «مرکز تونال» به وجود می‌آورد. در شیوهٔ «چند تونالیته»، کوشش برای ایجاد سازمان نوین تونال است و به مفهوم سنتی آن به کار گرفته می‌شود و هم‌زمان یا با اختلافِ اندکِ زمانی اجرا می‌شود. در موسیقی پلی‌تونال حرکتِ عمودی، قدرتِ کشش و بافت در داخلِ یک ساختمانِ هارمونیک، اهمیت بیشتری دارد و اگر ترکیب و سطوحِ بافتِ تونال غیراصولی باشد، نتیجه یک هارمونیِ اتفاقی و غیرمعمول خواهد بود. در این سیستم خطوطِ ملودیک باید در داخلِ یک ساختمانِ مستقلِ آکوردی و در محدودهٔ ثابتِ گامِ خود با فاصلهٔ کافی و بدون نزدیک شدن به بخشِ دیگر حرکت کرده تا هویت خود را حفظ کنند. در این روش مدولاسیون با تغییرات کروماتیکی، باعث تیرگی بافت شده و منجر به تشکیل پلی‌کوردهای گوناگون می‌شود.

### کوارتال
هنگامی که آکوردهای تشکیل دهنده بر اساسِ فاصلهٔ چهارم به وجود آیند، آن را «هارمونی کوارتال» می‌نامند. در قرون وسطی از فواصل چهارم در آوازها استفاده می‌شد اما با پیدایش هارمونی، به مرور به فراموشی سپرده شد و مجدداً در قرن بیستم مورد ارزیابی قرار گرفت و توسعه یافت. آکوردهای ساخته شده با فاصلهٔ چهارم ثبات و استحکامِ آکوردهای متشکل ار فواصل سوم را ندارند و باعث ابهام و سردرگمیِ تنالیته می‌شوند. در هارمونی کوارتال فواصل چهارم و معکوسِ آن فواصل پنجم، فواصل اولیه هستند و فاصله‌های دوم و معکوس آن هفتم، فاصله‌های ثانویه محسوب می‌شوند. دراین سیستم بیشتر فواصل باید از چهارم‌ها تشکیل شود، در غیر این صورت به «هارمونی سوم‌ها» شبیه یا تبدیل خواهد شد. آکوردهای چهارم مانند آکوردهای افزوده و کاسته، بی‌ثبات و مبهم هستند و به خاطر عدمِ وجودِ نتِ پایه، تشخیص و تثبیتِ تنالیته در صدایی است که حرکت ملودیک و فعال دارد. در هارمونی موسیقی کلاسیک صدای پنجم درست در بخش باس، مطبوع کامل به‌شمار می‌آمد، در حالی که معکوس آن فاصلهٔ چهارم درست، نامطبوع شناخته می‌شد. دلیل آن شاید در تسلسلِ صداهای هارمونیک باشد که فاصلهٔ چهارم در آن وجود ندارد. آکوردهای کوارتال دارای صدایی کم‌حجم و خالی هستند، از این رو در مواردی و با روشی دیگر، با ترکیبی از آکوردهای «سه‌صدایی» به عنوان تزیین، و با بهره‌برداری از نت‌های «دیاتونیک» و «آلتره» سعی در غنی‌تر کردن و حجیم شدنِ اثر دارند.
هارمونی کوارتال در آغاز قرن بیستم توسط آهنگسازانی چون بلا بارتوک، آرنولد شونبرگ، کلود دبوسی، اریک ساتی و الکساندر اسکریابین توسعه یافت و به عنوان یک نظام هارمونیک درآمد.

### آتونال
آتونالیته به معنی بدون تنالیته است. در اواخر قرن نوزدهم و پس از کروماتیسم شدید در دوره رومانتیک، تغییر پی‌درپی تنالیته و چند تونالیتگی، منجر به تحولی نو در استفاده از هارمونی و آکوردها بدونِ در نظر گرفتنِ تنالیته شد و پایه‌گذاری مکتب دودکافونیک توسط «آرنولد شوئنبرگ» شکل گرفت. در موسیقی آتونال رابطهٔ صداها جدا از گام دیاتونیک تعریف می‌شود و ترکیبی از آکوردها و فواصل ویژه‌ای است که با فضای فشرده و کروماتیک، حرکت‌های ملودیکِ مشخصی به وجود می‌آید. موسیقی آتونال به‌طور کلی «موسیقی افقی» است ولی ساختار عمودی نیز با مهارت در نظر گرفته می‌شود. فرمِ قطعهٔ آتونال با تکرار و واریاسیون است که تداوم دارد، همچنین دارای میزان‌های بی‌قاعده و پیچیده، فاقد ریتم منظم، الگوهای ریتمیک و آکوردهای پایگی هستند. بافت اصلی موسیقی آتونال بر مبنای ساختار ملودیک و ریتمیکِ موتیف اولیه استوار است و بر این اساس بسط و گسترش می‌یابد. در این سیستم به علت فقدان تنالیته، شوئنبرگ را بر آن داشت که ساختار نوینی تحت عنوان «ردیف دوازده تنی» ارائه کند. این شیوه به دو شکل می‌تواند استفاده شود:
1. خطوط ملودیک و آکوردها به‌طور آزاد و مستقل حرکت کرده و از دوازده نتِ موجود در گامِ کروماتیک استفاده کند.
2. به‌طور دقیق تابع قواعدِ دوازده صدایی «سِریِل»[اپ] باشد.

### سریل

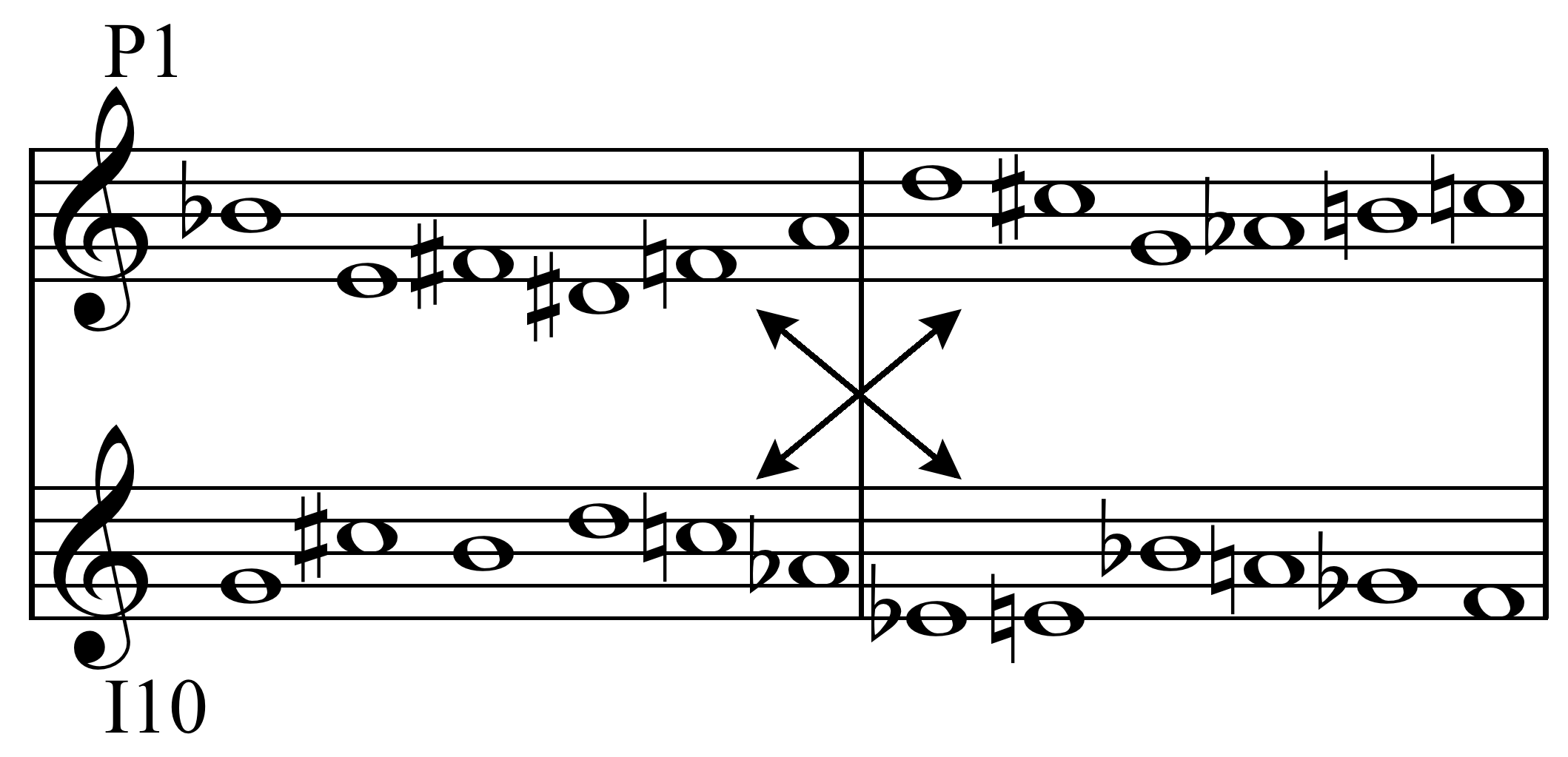
دوازده تن کروماتیک به دو شیوه در قطعه «واریاسیون برای ارکستر» اثر: آرنولد شونبرگ

«سِریِل» تکنیکی از تنظیم «دوازده تن کروماتیک» در یک «سِری» یا «ردیف» است. در این ردیف، همهٔ تُن‌ها دارای ارزش یکسانی هستند و تکرار نمی‌شوند تا هیچ مرکزِ صوتی یا تنالیته قابل تشخیص نباشد. در قوانین سریالیسم، ردیفِ ابتدایی با نظم و ترتیب خاصی انتخاب شده و تکرار می‌گردد و این نظم همواره حفظ می‌گردد و به هیچ عنوان تغییر نمی‌کند (برخی آهنگسازان مواردی را برای رهایی از این قواعد به کار برده‌اند). تکرارها در ردیف، باعث یکنواختی نمی‌گردند و به سختی شنیده می‌شوند ولی در عمل، باعثِ وحدتِ قطعه و تأثیری مانندِ یک گامِ سنتی را دارد. پیروان این مکتب از چند روش برای بسط و گسترش «ردیف پایه‌ای» که ساخته بودند استفاده می‌کردند و عبارتند از: وارونه‌کردنِ فواصل، واژگون و قهقرایی، وارونه و قهقرایی. با تکرار و گسترشِ این ردیف پایه‌ای به صورت‌های گوناگون، سِری‌های جدیدی برای ادامهٔ قطعه به وجود می‌آید. در سبک سریل، گاهی می‌توان از محدودهٔ آتونال خارج شد و به ترکیبی از موسیقی تنال و آتونال دست یافت و برای یک سِری یا ردیف اصلی و ملودیک، بافت هارمونیک ایجاد کرد. موسیقی سریل در مجموع همیشه پولیفونیک بوده و درک و دریافتِ این نوع موسیقی به خاطرِ پیچیدگی آن، دشوار است. آنتون وبرن و آلبان برگ از دیگر پیشروانِ این سبک هستند.
در ادامه، آهنگسازان راه‌های دیگری برای تکاملِ این سبک در پیش گرفتند و با بهره‌گیری از عناصری چون ریتم، رنگ آمیزی، سازبندی و عواملی دیگر، به شیوه جدیدتری تحت عنوان «سریالیسم همه‌جانبه» رسیدند. از ادامه‌دهندگان این روش می‌توان به پیر بولز اشاره کرد.
سریالیسم همه‌جانبه، امکان کنترل پارامتری کامل و ریاضی وار در موسیقی را فراهم ساخت و زمینه‌سازِ استفاده از این تکنیک برای موسیقی الکترونیک و کامپیوتری شد.

## یادداشت
1. ↑   Harmonika Stoicheia
2. ↑  آزمایش صوت‌شناسی نشان می‌دهد صدای پنجم درست، نزدیکترین «صدای فرعی» به نت پایه است.[۱۸]
3. ↑  Chiffrage
4. ↑  Major seventh
5. ↑  Minor seventh
6. ↑   Minor seventh and diminished fifth
7. ↑   Major seventh and augment fifth
8. ↑  Consonance
9. ↑  Dissonance
10. ↑  آنتوان بروکنر این روش را «قانون کوتاه‌ترین راه» و آرنولد شوئنبرگ آن را با الهام از هندسه «قانون حمار» نامیده‌است.[۳۶]
11. ↑  Anticipation
12. ↑  Neighbor tone
13. ↑  Passing tone
14. ↑  Appoggiatura
15. ↑  Suspension
16. ↑  Escape tone
17. ↑  cambiata
18. ↑  Pedal point
19. ↑  Modulation
20. ↑  Enharmonic
21. ↑  Altered
22. ↑  مفهوم امروزی آنارمونیک، بعد از زمانی است که فواصل موسیقی غرب دارای اعتدال مساوی شد.[۴۸]
23. ↑  Perfect Cadence
24. ↑  Half Cadence
25. ↑  Deceptive Cadence
26. ↑  Plagal Cadence
27. ↑  augmented sixth chord
28. ↑  Neapolita Sixte Chord
29. ↑  Picardy third
30. ↑  polytonality
31. ↑  Pierrot Lunaire
32. ↑  Wozzeck
33. ↑  Bitonality
34. ↑  Linear Music
35. ↑  Serial Harmony
36. ↑  Reihe